# Aneta Mihaly
Aneta Mihaly (Axintele, 1957. szeptember 23. –) olimpiai ezüstérmes román evezős.

## Pályafutása
1977-ben világbajnoki ezüst-, 1979-ben és 1981-ben bronzérmes lett négypárevezősben. Az 1984-es Los Angeles-i olimpián nyolcasban ezüstérmet szerzett társaival. 1985-ben világbajnoki bronzérmet nyert nyolcasban.

## Sikerei, díjai
- Olimpiai játékok – nyolcas
  - ezüstérmes: 1984, Los Angeles
- Világbajnokság – négypárevezős
  - ezüstérmes: 1977
  - bronzérmes: 1979, 1981